# Heliga Trefaldighetskyrkan, Malmö

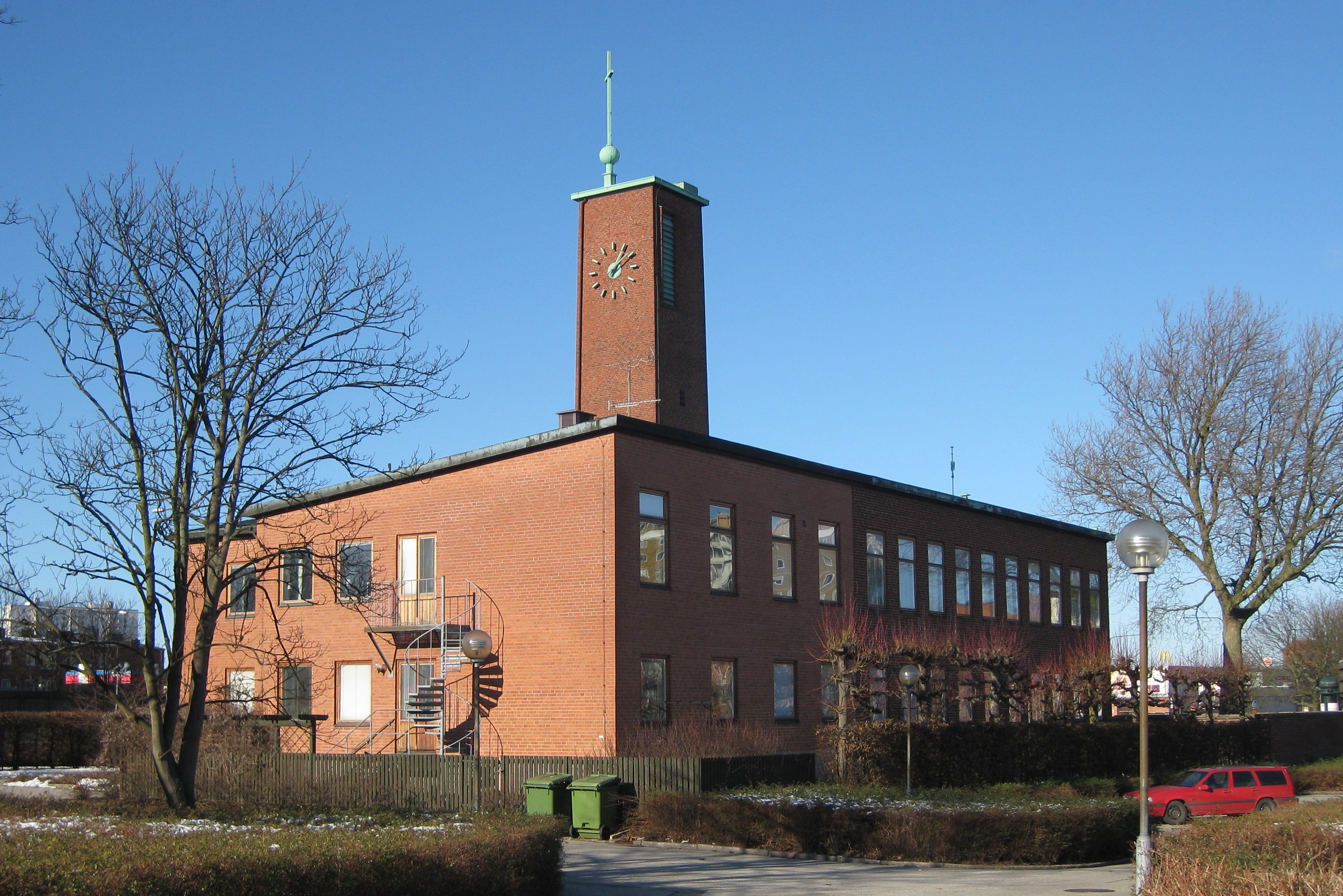
Kyrkan från söder

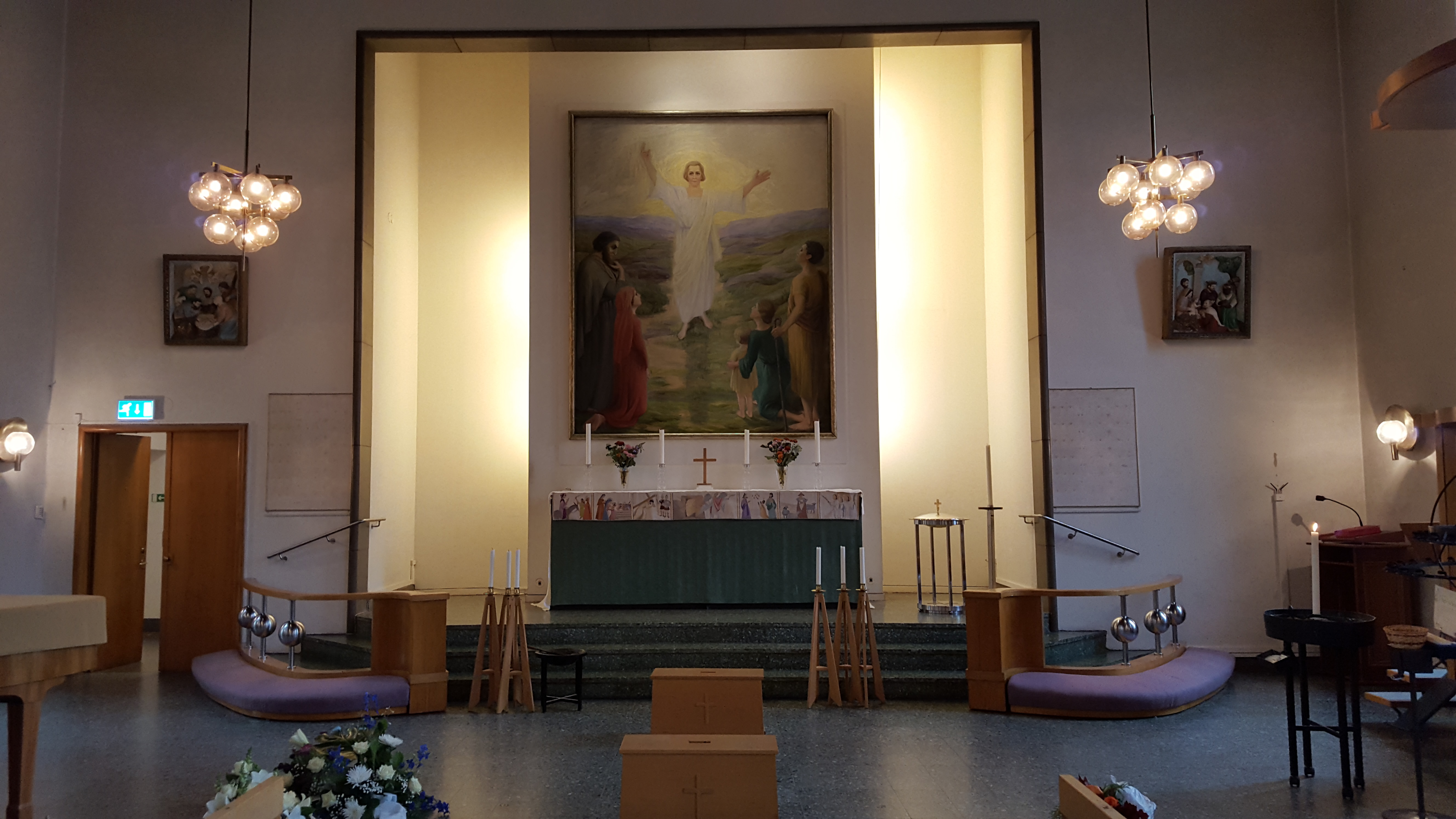
Heliga Trefaldighetskyrkans Altare

Heliga Trefaldighetskyrkan är en kyrkobyggnad i Malmö i Lunds stift. Den är sedan 2014 församlingskyrka i Fosie församling.

## Kyrkobyggnaden
Kyrkan invigdes den 1 september 1939 och byggdes ursprungligen som en del av Fosie församlingshus. År 1969 blev den församlingskyrka för den då nybildade Eriksfälts församling. Kyrkan är uppförd i rött tegel och är enskeppig med brutet tak. Tornet är placerat i kyrkans södra del. Interiören domineras av koret med en stor altartavla. Innertaket har synliga bjälkar, och golvet är av grön italiensk marmor.

## Inventarier
På var sin sida om altaret finns skulpturer från 1600-talet av okänd mästare. Dessa skulpturer antas ha ingått i ett altarskåp. Den ena skulpturen har motiv från krubban i Betlehem och den andra skildrar Heliga Tre Konungars tillbedjan. Delar av inredningen är ritad av kyrkans arkitekt August Ewe.

### Orgel
- 1940 byggde A. Mårtenssons Orgelfabrik AB, Lund en orgel med 17 stämmor.
- Den nuvarande orgeln byggdes 1975 av A. Mårtenssons Orgelfabrik AB, Lund och är en mekanisk orgel.

| Huvudverk I   | Svällverk II      | Pedal        | Koppel |
| Rörflöjt 8´   | Gedackt 8'        | Subbas 16´   | I/P    |
| Principal 4´  | Salicional 8'     | Octavbas 8'  | II/P   |
| Täckflöjt 4'  | Koppelflöjt 4'    | Nachthorn 4' | II/I   |
| Waldflöjt 2'  | Principal 2'      |              |        |
| Mixtur 3 chor | Cymbel 2 chor     |              |        |
|               | Oboe 8'           |              |        |
|               | Tremulant         |              |        |
|               | Crescendosvällare |              |        |